# Varetægtsfængsling
 Denne artikel omhandler overvejende eller alene danske forhold. Hjælp gerne med at gøre artiklen mere almen.

Varetægtsfængsling er fængsling af en person, der er sigtet, men endnu ikke dømt.

## Danmark
I Danmark betegner varetægtsfængsling fængsling af en person, der er sigtet, men endnu ikke dømt; eller en person, der mistænkes for at have overtrådt betingelser i en betinget dom. Varetægtsfængsling afgøres af en domstol; men på begæring af politiet. Varetægtsfængsling anvendes, hvis den mistænkte er sigtet for at have begået en lovovertrædelse med en straframme på mindst 18 månders fængsel, og lovovertrædelsen er undergivet offentlig påtale. Ydermere kan der ske varetægtsfængsling, hvis "der er høj risiko for, at man vil lægge hindringer for efterforskningen." Der skal være begrundet mistanke mod personen for, at vedkommende kan varetægtsfængsles.

### Varetægtsfængsling ifølge retsplejeloven
I Danmark er varetægtsfængsling reguleret i retsplejelovens §§ 762 – 779. Heraf fremgår, at varetægtsfængsling af en sigtet som hovedregel kun kan finde sted, når der foreligger begrundet mistanke om, at sigtede har begået en lovovertrædelse med en straframme på mindst 1½ år, der er undergivet offentlig påtale. Derudover kræves, at det kan antages, at personen vil unddrage sig straf ved at flygte, begå ny kriminalitet eller besværliggøre efterforskningen, fx ved at fjerne beviser, advare medskyldige eller påvirke vidner.
En sigtet kan dog også varetægtsfængsles, hvis der er en "særligt bestyrket mistanke" om, at sigtede har begået en lovovertrædelse, der kan give mere end 6 års fængsel, og at lovovertrædelsen har en grovhed, så det med baggrund i "hensynet til retshåndhævelsen" skønnes at kræve, at den sigtede ikke er på fri fod. Lignende regel gælder, hvis der er tale om en grov lovovertrædelse begået mod et barn under 15 år.
Retten kan bestemme, at fængslingen skal foregå i isolation (isolationsfængsling), dvs. hvor arrestanten ikke har kontakt til andre indsatte.
Varetægtsfængsling fastsættes for højst fire uger ad gangen. Fristen kan dog forlænges.
I praksis kan varetægtsfængsling strække sig over lang tid, bl.a. pga. ventetid ved byretten. En person kan dog ikke sidde længere tid end den fængselsstraf, retten forventer, at han bliver idømt. Hvis personen dømmes, modregnes længden af varetægtsfængslingen i den tid, han skal afsone.
Lange varetægtsfængslinger er problematiske, idet der er tale om fængsling af personer, der endnu ikke er dømt. Især isolationsfængsling er meget omdiskuteret; for varetægtsfængsling i isolation kan medføre en stor psykisk belastning af den indsatte.
Eksempelvis blev en mand fra Esbjerg i 2005 løsladt efter 9 måneders varetægtsfængsling under mistanke for drab, da anklagemyndigheden opgav at rejse sag mod ham.[kilde mangler]

### Særlige sager
I 2004 blev der foretaget i alt 5.907 varetægtsfængslinger. Antallet af afsluttede isolationsfængslinger var 580, mens antallet af varetægtsfængslinger med en varighed over 6 måneder var 286.[kilde mangler]
Et kendt eksempel på en langvarig varetægtsfængsling er sølvhandleren Mogens Hauschildt. Hauschildt sad varetægtsfængslet i fire år, før han i 1982 modtog sin dom for bedrageri. Hauschildt fik ved Den Europæiske Menneskerettighedsdomstol dom for, at processen ifm. varetægtsfængslingen såede tvivl om domstolenes upartiskhed som garanteret i Den Europæiske Menneskerettighedskonventions artikel 6, stk. 1.
Et andet eksempel er svømmeren Peter Rohde, der i 1994 blev varetægtsfængslet pga. mistanke for narkotikasmugling. Han sad varetægtsfængslet i 17 måneder, heraf 11 i isolation. Han blev senere frikendt men dog idømt 8 måneders fængsel for skattesvig. Han fik i 1999 tilkendt en erstatning i Højesteret på 1,1 millioner for psykiske men, der opstod som følge af isolationsfængslingen. Han indklagede Danmark for Menneskerettighedsdomstolen, der i 2005 med dommerstemmerne 4 mod 3 frikendte Danmark for tortur i forbindelse med den lange isolationsfængsling. Sagen gav anledning til en lovændring i 2002, hvorefter isolationsfængsling kun undtagelsesvist måtte overskride 3 måneder.[kilde mangler]